# John Mayer Trio
John Mayer Trio es una banda de blues rock estadounidense formada en 2005 por el compositor y guitarrista John Mayer, el bajista Pino Palladino y el batería Steve Jordan. Solo han editado un álbum en directo, Try!, en 2005. Tres de las canciones fueron compuestas por los tres miembros juntos y el disco fue producido por Mayer y Jordan.

## Historia
En 2005, Mayer y Jordan se comprometieron a participar en una telemaratón para la NBC, junto al bajista Willie Weeks llamado Tsunami Aid: A Concert of Hope para recaudar dinero para las víctimas del tsunami que azotó el Sureste asiático y concienciar a la gente. Sin embargo, ya cerca de la fecha, Weeks confirmó que no podría asistir, por lo que Jordan sugirió a Pino Palladino en su lugar. Cuando se juntaron los tres para tocar, según sus propias palabras, notaron una buena química, por lo que decidieron formar un trío para tocar lo que Mayer llamó, "guitarreo power-rockin' blues, en tu cara". En octubre de 2005 actuaron como teloneros en algunos de los conciertos de la gira de The Rolling Stones A Bigger Bang Tour.
En febrero de 2005, el trío tocó el sencillo de Mayers "Daughters" en la gala de los Premios Grammy, la misma noche en que Mayer ganó la estatuilla en la categoría de mejor interpretación vocal pop masculina (aunque tocó el Trío, solo se les presentó como "John Mayer"). Después, el Trío lanzó "Come When I Call" exclusivamente para iTunes.  A pesar de que Rolling Stone dijo del sencillo que era "un proyecto que rezuma vanidad", concedieron que "Mayer era un sorprendentemente convincente mini Stevie Ray Vaughan" concidiéndole una valoración de tres de cuatro estrellas. Otro crítico dijo que "se acercaba al esquema musical de Stevie Ray Vaughan y Eric Clapton y tenía algunas cosas bastante maduras, provenientes del álbum de Mayer Heavier Things.

## Try!
El 1 de abril de 2006, Mayer anunció que el trío había tocado su último concierto en el Tempe Music Festival en Tempe, Arizona. Los tres músicos acordaron lanzar un disco, pero llegado el momento de producirlo, Jordan afirma que les faltaban unas tres canciones. Se reunieron para componer unas canciones conjuntamnete: "Good Love Is On The Way," "Vultures" y "Try". 
La experiencia de Mayer con el trío influenció el estilo de producción de Continuum, producido conjuntamente con Jordan. Dijo: "El artista casi está preparado para que hacer un disco necesite de unas 60 personas y 12 meses. Hacen falta cuatro personas. Lo grabas en cinta, escuchas y preguntas, ¿Os hace sentir algo o no? Cuando lo tienes, pasas a otra cosa". El 12 de septiembre de 2006, el día del lanzamiento del álbum en solitario de Mayer Continuum (que contiene canciones del álbum Try! grabado por el trío), anunció en su blog que el grupo se iba a reunir y grabar un álbum de estudio.
El trío se reunió el 8 de diciembre de 2007 para una actuación, donde Mayer tocó un set acústico, un set con el Trío y otro con su banda habitual. La actuación aparece recogida en el DVD de Mayer Where the Light Is, lanzado el 1 de julio de 2008.
Se volvieron a reunir el 4 de junio de 2009 para interpretar la canción "California Dreamin'" en The Tonight Show de Conan O'Brien. Desde que se lanzó Try!, Palladino ha estado ocupado ejerciendo de músico de sesión, además de actuar en la gira de The Who, mientras Jordan también ha tocado como músico de sesión y ejercido de productor discográfico.

## Miembros de la banda
- John Mayer - voz, guitarra
- Pino Palladino - bajo
- Steve Jordan - batería, coros

## Discografía

### Álbumes
- Try! (2005)

### Sencillos
- "Who Did You Think I Was" (2005)